# Testa d’Oro patika

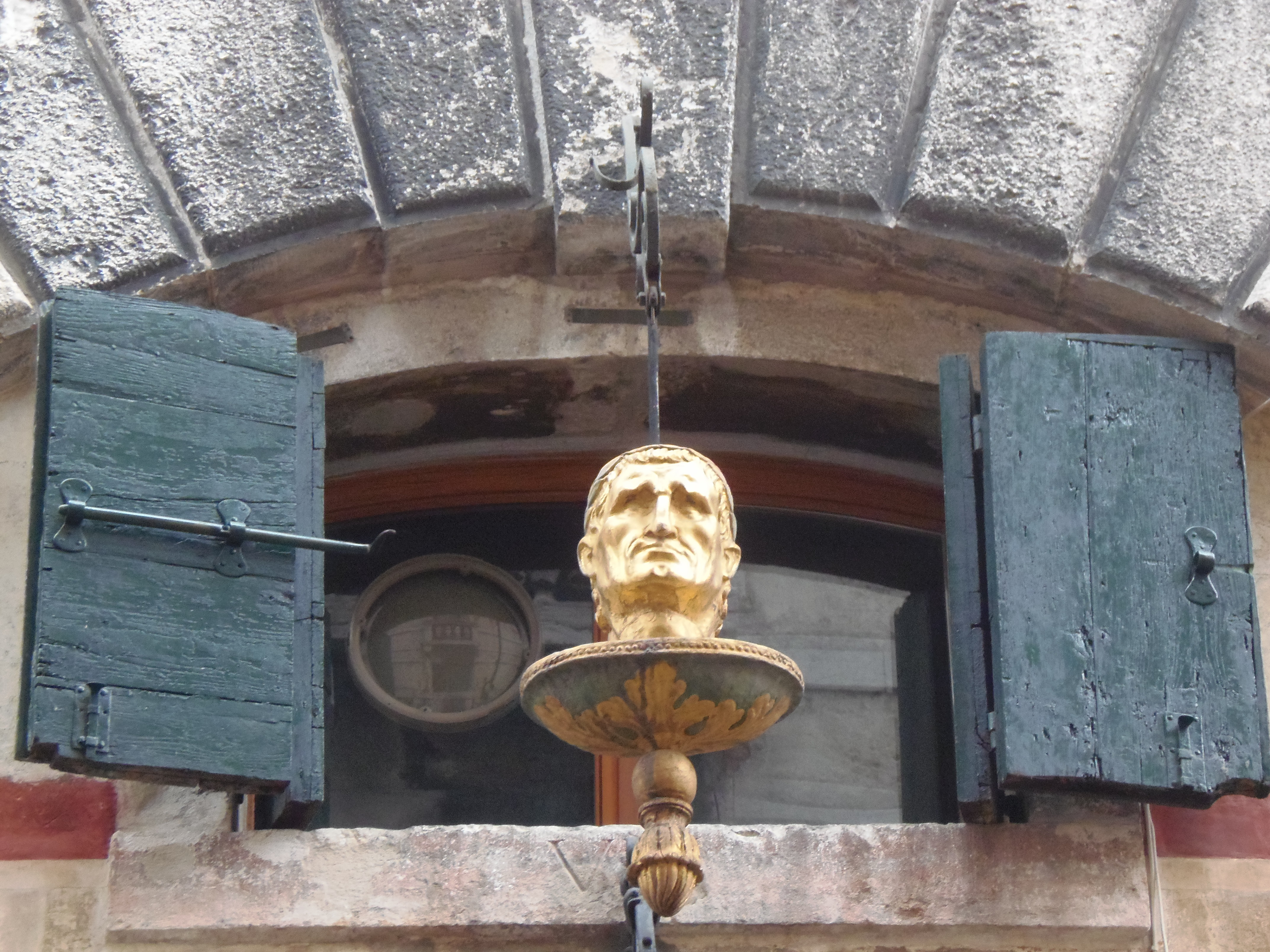
Az Arany Fej

A Testa d’Oro patika Velence legrégebbi gyógyszertára. Cégére és névadója, egy arany fej, Testa d'Oro a Rialto híd közelében található. Az üzlet nagyon híres volt a maga idejében, itt lehetett megvásárolni a legjobb minőségű, minden betegségre hasznos gyógyszert, a terjéket, amelynek gyártását nem engedélyezték minden farmaciának, a városban található 90 gyógyszertárból mindössze 40 kapta meg a lehetőséget az előállításra. Ezek a patikák viselhették a teriacanti nevet. A cégér alatt kivehető egy felirat, Theriaca d’Andromaca: a trójai hősnőre való utalás feltehetőleg a szer görög eredetére utal. A Farmacia Testa d’Oro azzal dicsekedhetett, hogy évi háromszori alkalomra is engedélyt kapott a város vezetőségétől a csodagyógyszer kikeverésére, ellentétben a többi patikával, amelyeknek meg kellett elégedniük az évi egy lehetőséggel. A 17. században Velence világhírnévre tett szert a terjék gyártásában, a szer előállítását komoly felügyelőbizottság ellenőrizte. Sajnos a kolostorok is elkezdték a zuggyártást (mondhatjuk: hamisítást), tudva azt, hogy a zárt falak mögött megússzák majd az ellenőrzést, így a bonyolult receptből kispóroltak néhány fontos hozzávalót. Közepes minőségű terméket hoztak ezzel létre, amely nem volt annyira hatásos, mint az eredeti, sőt sok esetben veszélyes is lehetett a fogyasztása. Rossz híre kelt külföldön a gyógyszernek, egyre kevésbé használták, és a 19. századra teljesen eltűnt a színről.

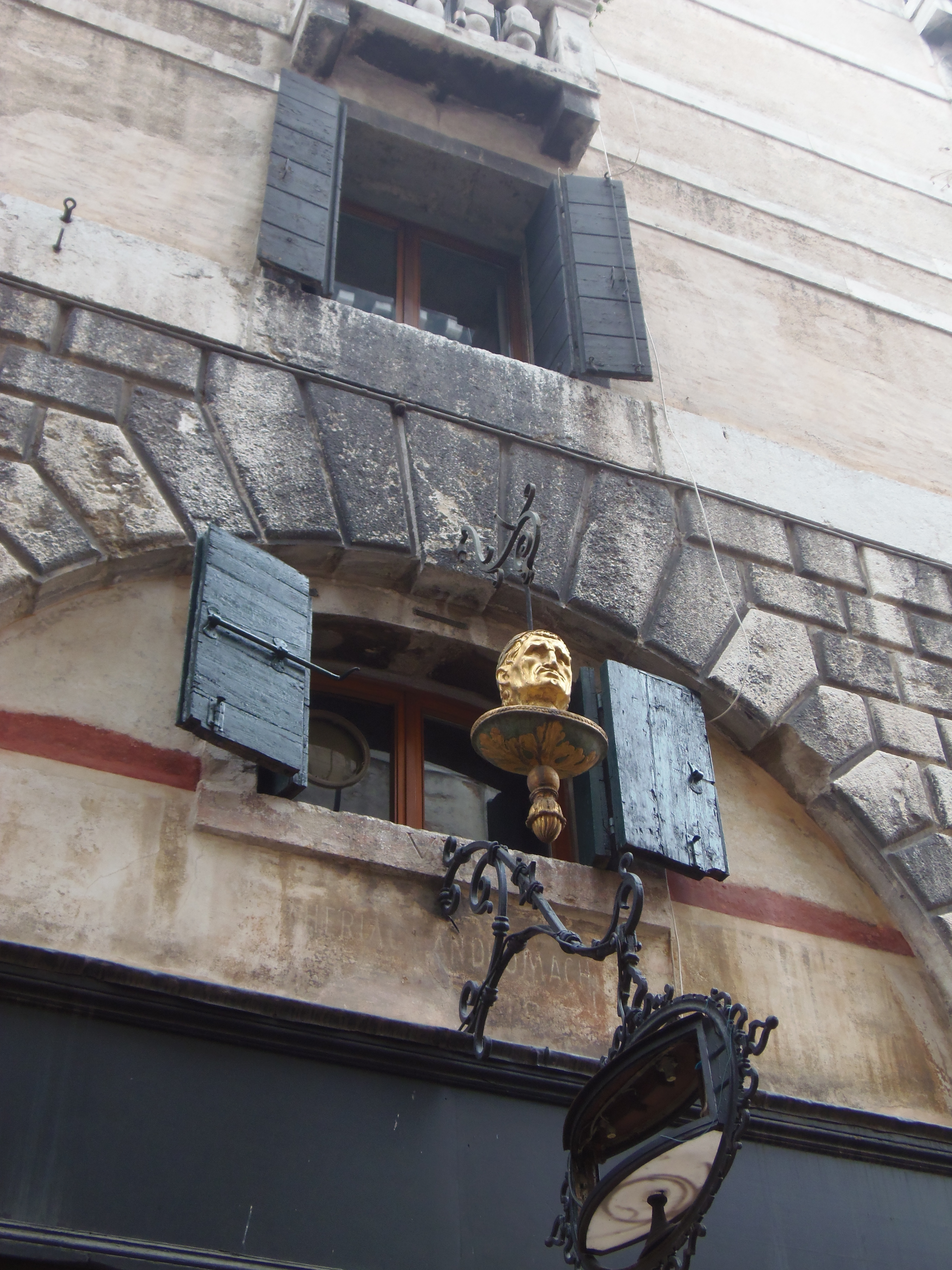
A cégére a Rialtónál

## Hogyan készült?
Velence fénykorában a gyógyszerkészítés nagy ünnepség keretében történt. Már három nappal előbb nyilvánosan felsorakoztatták a hozzávalókat közönség előtt (nehogy a csalás gyanúja felmerüljön), így például azt a viperát is egy ketrecben mutogatták, aminek aztán a mérgét vették mint fontos alkotórészt. A munkások, akik a teendőket végezték, egy dal ritmusára együtt mozogtak, így keverték, törték a mozsarakban a fontos hozzávalókat. Az öltözetük is az ünnepi, bár dolgos alkalomhoz igazodott: szép sárga cipőt viseltek, piros nadrágot, kalapjukon pedig toll lengedezett. Mindennek egyik fontos helyszíne a Campo Santo Stefano volt, az Accademia hídjához közel eső tér. A híd felől közeledve, a jobb oldalon a kőburkolatban még mindig látható 5-6, szabályos kör alakú mélyedés, amelybe a mozsarakat állították a munkások, megakadályozva ezzel, hogy azok elcsúszkáljanak használat közben.

## Miből állt össze a híres gyógyszer, a terjék?
Receptjének kitalálója V. Mithridatész pontoszi király volt (ma Törökország). I. e. 65 körül állították össze az első keveréket, amelyet görög eredetű szóval Therionnak hívtak, ami annyit tesz, vipera, vagy mérgező. Az eredeti 46 alkotórészt a későbbiekben Nero római császár személyes orvosa kiegészítette még 25-tel, még később számtalan formulát kifejlesztettek belőle, és elkezdték gyártani több nagyvárosban, például Velencében és Párizsban is. Az alkotórészek között mai szemmel érdekes anyagok vannak (mesékben találkozunk a boszorkányok vagy varázslók üstjeiben hasonló hozzávalókkal): kígyóőrlemény, szarvasherepor, egyszarvú agyarának pora, egy narválnak a foga, borseprő és ópium. A számtalan összetevőn túl az emberek hite is hozzátett a hatáshoz: úgy gondolták, a csodaszer gyógyítja a pestist, az összes járványos betegséget, a tüdőbajt, jó mindenfajta mérges csípésre, kutyaharapásra, lázra.
- Az aranyfej megtalálható a Rialto híd keleti lábánál, a híd lépcsőinek bal oldalán, szemmagasságnál valamivel feljebb. A pöttyöket a Campo Santo Stefanón, a tér közepén lévő szoborral szemközt.